# The Golden Bed
The Golden Bed és una pel·lícula de la Paramount dirigida per Cecil B. DeMille i protagonitzada per Lillian Rich i Henry B. Walthall. Basada en la novel·la “Tomorrow’s Bread” de Wallace Irwin adaptada a la pantalla per Jeanie MacPherson, la pel·lícula es va estrenar el 19 de gener de 1925.

## Argument
Flora Lee és la filla mimada d'una família aristocràtica del sud dels Estats Units, els recursos de la qual estan disminueint ràpidament. Flora Lee es casa amb el marquès de San Pilar. Passen tres anys. Pujant la Jungfrau, el marquès troba la seva dona als braços d'un altre home i mata tant aquest home com ell mateix. Flora Lee torna a casa i es casa amb Admah Holtz, el propietari d'una botiga de llaminadures enamorat d'ella des de fa temps. Aviat, l'extravagància de Flora Lee porta Admah a prop de la ruïna financera, però no obstant això li permet organitzar un gran ball utilitzant diners que no són del tot seus per finançar-lo. Admah és condemnat a 5 anys de presó i Flora Lee fuig amb Bunny. Quan Admah surt de la presó, torna a casa a temps per consolar Flora Lee, que ha estat abandonada per Bunny i s'està morint de pneumònia. Admah reconstrueix el seu negoci i troba consol amb Margaret, la germana de Flora Lee, que l'ha estimat d'ençà molts anys..

## Repartiment
- Lillian Rich (Flora Lee Peake)
- Henry B. Walthall (Coronel Peake)
- Vera Reynolds (Margaret Peake)
- Theodore Kosloff (Marquès de San Pilar)
- Rod La Rocque (Admah Holtz)
- Warner Baxter (Bunny O'Neill)
- Robert Cain (Savarac, el duc)
- Robert Edeson (Amos Thompson)
- Julia Faye (Mrs. Amos Thompson)
- Charles Clary (James Gordon)
- Julie Bishop (Flora, de nena)